# 마이크 볼신저
마이크 P. 볼신저(영어: Michael P. Bolsinger, 1988년 1월 29일 ~ )는 미국의 야구 선수이자, 현 일본 프로 야구 퍼시픽 리그 지바 롯데 마린스의 소속 선수(투수)이다.